# Xestocephalus spicatus
Xestocephalus spicatus är en insektsart som beskrevs av Delong och Rauno E. Linnavuori 1978. Xestocephalus spicatus ingår i släktet Xestocephalus och familjen dvärgstritar. Inga underarter finns listade i Catalogue of Life.